# Perhaps Love
"Perhaps Love" is een lied van de Amerikaanse zanger en countryartiest John Denver. Het is ook opgenomen als single van de Spaanse operazanger Plácido Domingo. Het nummer werd uitgebracht op Domingo's gelijknamige album uit 1981. Op 30 december van dat jaar werd het nummer uitgebracht als de enige single van het album. Het lied is ook uitgebracht als duet van Denver en Domingo.

## Achtergrond
"Perhaps Love" is geschreven door Denver en geproduceerd door Milt Okun. Denver schreef het nummer aan zijn vrouw Annie Martell toen hun huwelijk op een scheiding dreigde uit te lopen. In een interview uit 1997, een dag na het overlijden van Denver, vertelde Martell dat dit haar favoriete nummer van haar man was. Het idee om het nummer een duet met Domingo te maken was afkomstig van producer Okun, die na het uitbrengen van de single hard werkte om het te promoten. Het nummer werd uiteindelijk opgepikt door een van de grootste Amerikaanse radiostations, die het aan het begin van ieder uur draaide, waarop andere radiostations het ook begonnen te draaien. De eigenaar van dit radiostation vertelde Okun dat het nummer herhaaldelijk gedraaid werd omdat zijn "vrouw verliefd was op de tenor".
"Perhaps Love" wordt gezien als een nummer dat de weg vrijmaakte voor andere samenwerkingen tussen de pop- en de operawereld, ook wel "popera" genoemd. Voorbeelden uit deze stroming omvatten De Drie Tenoren (waar Domingo ook deel van uitmaakte), Josh Groban en Andrea Bocelli. Oorspronkelijk was het niet de bedoeling dat het nummer op single zou worden uitgebracht, maar nadat het album onverwacht goed verkocht, werd besloten dat het toch een single zou worden. Het bereikte uiteindelijk de 59e plaats in de Amerikaanse Billboard Hot 100 en de 46e plaats in het Verenigd Koninkrijk. In Nederland kwam het respectievelijk tot de plaatsen 23 en 16 in de Top 40 en de Nationale Hitparade, terwijl in de Vlaamse Radio 2 Top 30 de 23e positie werd bereikt. De single bevatte het nummer "Annie's Song" op de B-kant; dit nummer, oorspronkelijk in 1974 door Denver uitgebracht, verscheen eveneens op het album Perhaps Love, waarbij Denver Domingo begeleidde op gitaar.
"Perhaps Love" is in 1982 opnieuw opgenomen door Denver in een soloversie voor zijn album Seasons of the Heart. Domingo nam het nummer in 2013 op met zijn zoon Plácido Domingo jr. op het album Great Voices Sing John Denver. Er zijn vele andere versies van het nummer opgenomen door andere artiesten in verschillende talen. In 1988 nam fluitist James Galway een instrumentale versie van het nummer op; ook pianist Richard Clayderman nam een instrumentale versie op. In 1996 verscheen een duet tussen Denver en de Deense zangeres Lene Siel op haar album Mine Favoritter. Jonathan en Charlotte hebben het nummer ook gecoverd op hun gelijknamige album. Een Tsjechische versie onder de titel "Láska prý" werd gemaakt door Karel Černoch en de Slowaakse tenor Peter Dvorský. Duitse versies onder de titel "Liebe ist..." zijn opgenomen door zowel Milva als Tony Holiday. Een deels Nederlandse versie onder de titel "Perhaps Love (Liefde is...)" verscheen in 1996 als duet tussen Denver en Justine Pelmelay en behaalde de 88e positie in de Nederlandse Mega Top 100. In 2006 namen de Nederlandse zangers Jan Smit en Paul de Leeuw het nummer op.

## Hitnoteringen

### Plácido Domingo & John Denver

#### Nederlandse Top 40
| Hitnotering: 26-12-1981 t/m 30-01-1982 | Hitnotering: 26-12-1981 t/m 30-01-1982 | Hitnotering: 26-12-1981 t/m 30-01-1982 | Hitnotering: 26-12-1981 t/m 30-01-1982 | Hitnotering: 26-12-1981 t/m 30-01-1982 | Hitnotering: 26-12-1981 t/m 30-01-1982 | Hitnotering: 26-12-1981 t/m 30-01-1982 |
| Week                                   | 1                                      | 2                                      | 3                                      | 4                                      | 5                                      |                                        |
| -------------------------------------- | -------------------------------------- | -------------------------------------- | -------------------------------------- | -------------------------------------- | -------------------------------------- | -------------------------------------- |
| Positie                                | 36                                     | 23                                     | 23                                     | 27                                     | 35                                     | uit                                    |

#### Nationale Hitparade
| Hitnotering: 09-01-1982 t/m 20-02-1982 | Hitnotering: 09-01-1982 t/m 20-02-1982 | Hitnotering: 09-01-1982 t/m 20-02-1982 | Hitnotering: 09-01-1982 t/m 20-02-1982 | Hitnotering: 09-01-1982 t/m 20-02-1982 | Hitnotering: 09-01-1982 t/m 20-02-1982 | Hitnotering: 09-01-1982 t/m 20-02-1982 | Hitnotering: 09-01-1982 t/m 20-02-1982 | Hitnotering: 09-01-1982 t/m 20-02-1982 |
| Week                                   | 1                                      | 2                                      | 3                                      | 4                                      | 5                                      | 6                                      | 7                                      |                                        |
| -------------------------------------- | -------------------------------------- | -------------------------------------- | -------------------------------------- | -------------------------------------- | -------------------------------------- | -------------------------------------- | -------------------------------------- | -------------------------------------- |
| Positie                                | 16                                     | 37                                     | 34                                     | 35                                     | 40                                     | 31                                     | 43                                     | uit                                    |

#### NPO Radio 2 Top 2000
| Nummer met noteringen in de NPO Radio 2 Top 2000 | '99 | '00 | '01 | '02 | '03 | '04 | '05 | '06 | '07 | '08 | '09 | '10 | '11 | '12 | '13 | '14  | '15  | '16  | '17  | '18  | '19  | '20  | '21  | '22  | '23 | '24  |
| ------------------------------------------------ | --- | --- | --- | --- | --- | --- | --- | --- | --- | --- | --- | --- | --- | --- | --- | ---- | ---- | ---- | ---- | ---- | ---- | ---- | ---- | ---- | --- | ---- |
| Perhaps Love                                     | 543 | 490 | 940 | 774 | 594 | 672 | 703 | 768 | 848 | 713 | 726 | 732 | 808 | 852 | 969 | 1010 | 1124 | 1120 | 1421 | 1326 | 1208 | 1193 | 1174 | 1216 | 971 | 1033 |

1. ↑  Een vetgedrukt getal geeft de hoogste notering aan.

#### Evergreen Top 1000
| Evergreen Top 1000 | Evergreen Top 1000 | Evergreen Top 1000 | Evergreen Top 1000 | Evergreen Top 1000 | Evergreen Top 1000 | Evergreen Top 1000 | Evergreen Top 1000 | Evergreen Top 1000 | Evergreen Top 1000 | Evergreen Top 1000 | Evergreen Top 1000 | Evergreen Top 1000 | Evergreen Top 1000 | Evergreen Top 1000 | Evergreen Top 1000 | Evergreen Top 1000 |
| Jaar               | 2008               | 2009               | 2010               | 2011               | 2012               | 2013               | 2014               | 2015               | 2016               | 2017               | 2018               | 2019               | 2020               | 2021               | 2022               | 2023               |
| ------------------ | ------------------ | ------------------ | ------------------ | ------------------ | ------------------ | ------------------ | ------------------ | ------------------ | ------------------ | ------------------ | ------------------ | ------------------ | ------------------ | ------------------ | ------------------ | ------------------ |
| Positie            | 168                | 26                 | 82                 | 84                 | 75                 | 52                 | 57                 | 86                 | 104                | 156                | 170                | 105                | 119                | 115                | 122                | 85                 |

### John Denver & Justine Pelmelay

#### Mega Top 100
| Positie | 92 | 89 | 88 | 95 | 98 | uit |